# داداش بی‌لی
داداش‌بی‌لی (به ترکی آذربایجانی: Dasaşbəyli) یک منطقه مسکونی در جمهوری آذربایجان است که در شهرستان صابرآباد واقع شده است. داداش بی‌لی ۶۷۷ نفر جمعیت دارد.

## دین
در مسجد جامع داداش‌بی‌لی یک هیئت مذهبی وجود دارد.